# アイリッジ
株式会社アイリッジ（英称：iRidge, Inc.）は、スマートフォンアプリ向けマーケティングプラットフォーム「FANSHIP」を主としたO2O/OMOマーケティング支援を行うアプリ開発会社。本社は東京都港区に置く。
オンラインとオフラインとの垣根を越えた体験から実現する利便性の向上を通じて企業と顧客間のコミュニケーションや顧客エンゲージメントの向上を支援する。グループ会社に、株式会社デジタルガレージから株式を取得した、企業向けプロモーション事業を展開する株式会社Qoilと、デジタル地域通貨事業を展開する株式会社フィノバレーがある。

## 沿革
- 2008年8月 - 東京都港区に、モバイル関連ビジネスを主たる事業目的として設立
- 2009年11月 - フィーチャーフォン向けに、携帯電話の待受画面にポップアップで情報配信する「popinfo」の提供開始
- 2010年7月 - スマートフォンに対応した「popinfo」の提供開始
- 2014年5月 - 「popinfo」がiBeaconに対応
- 2015年7月 - 東京証券取引所マザーズに上場
- 2018年
  - 5月 - 株式会社デジタルガレージと業務・資本業務提携契約を締結（2021年2月解消）
  - 6月 - 株式会社フィノバレー設立
  - 8月 - 電子地域通貨事業を株式会社フィノバレーに承継。株式会社DGマーケティングデザイン（現・Qoil）の株式を取得し、子会社化
- 2019年7月 - スマートフォン向け位置情報連動型O2Oソリューション「popinfo」を、ファン育成プラットフォーム「FANSHIP」へとブランドリニューアル
- 2021年1月 - 株式会社Flow Solutionsとの資本業務提携契約を締結
- 2022年
  - 2月 - 株式会社フィノバレーが三菱電機株式会社と資本業務提携契約を締結
  - 10月 - 株式会社プラグインの全株式を取得し子会社化

## 事業
- アプリ開発 - 企業向け公式アプリの企画立案、技術選定、開発、リリース後の運用、コンサルティング
- FANSHIP - アプリマーケティングツール（旧・popinfo - プッシュ通知サービス）
- FANSHIP for ミニアプリ - LINEミニアプリ開発支援
- FANSHIP for Multi - 最短1か月で導入可能な店舗向けパッケージアプリ
- FANSHIP for Sumai - ハウスメーカーによるオーナー向けパッケージアプリ
- Co-Assign - 企業向け人材リソース最適化ツール
- アテンドオンライン - ビデオ通話機能付き接客プラットフォーム
- NOID - Amazon Alexaスキル開発/運用クラウドサービス
- MoneyEasy - デジタル地域通貨プラットフォームサービス
- INSEL STORE - ショールーミングストア （D2Cブランドを取り扱う店舗）運営
- リアルプロモーション支援
- 来店計測・来店予測

## 業績推移
- 2016年7月期（単体）- 売上高12.3億円、経常利益1.3億円、当期純利益0.9億円
- 2017年7月期（単体）- 売上高14.9億円、経常利益2.1億円、当期純利益1.5億円
- 2018年7月期（単体）- 売上高15.4億円、経常利益0.4億円、当期純利益0.2億円
- 2019年3月期（連結）- 売上高32.6億円、経常利益0.1億円、親会社株主に帰属する当期純損失　△0.2億円（決算期変更（8か月））
- 2020年3月期（連結）- 売上高53.3億円、経常利益1.1億円、親会社株主に帰属する当期純損失　△0.8億円
- 2021年3月期（連結）- 売上高43.6億円、経常利益1.2億円、親会社株主に帰属する当期純利益　0.1億円
- 2022年3月期（連結）- 売上高54.2億円、経常利益3.4億円、親会社株主に帰属する当期純利益　2.5億円

## FANSHIP（popinfo） 利用アプリ
流通/小売
- ファミペイ
- カーライフスクエアアプリ
- GU
- f-joyアプリ
- 京王百貨店新宿店（LINEミニアプリ）
- keio BEAUTY（LINEミニアプリ）
- テラスモール湘南アプリ
- テラスモール松戸アプリ
- BOOKPFFアプリ
- mozoアプリ
- 京都ファミリーアプリ
- ルフロンアプリ
- あびプリ
- アルビオン フィロソフィ公式アプリ
- SHIPS
- Burtonアプリ
- C-concierge
- ミスターマックスアプリ
- fifth（フィフス）
- ハーツアプリ
- 阪急阪神おでかけカード（LINEミニアプリ）
- カメクロアプリ
- 阪神梅田本店（LINEミニアプリ）
- シダックス
- トリンプ
- アルペン
- メルスプランアプリ

鉄道
- 東急線アプリ
- WESTER（JR西日本MaaSアプリ）
- 南海アプリ
- 相鉄線アプリ
- ハイウェイバスドットコム
- 京王アプリ
- CentX（名古屋鉄道MaaSアプリ）
- 阪急阪神おでかけアプリ
- Otomo!（大阪メトロ）
- 小田急アプリ

金融機関
- 三菱UFJ銀行
- JAバンクアプリ
- 新生銀行カードローン エル公式アプリ「新生銀行L」
- レイクALSA公式アプリ「e-アルサ」
- BANKITアプリ
- kabu smart
- OKBアプリ
- ララＱ

メディア
- もんみやプラス
- gooニュースアプリ
- ぱーぷるmama＋

その他
- タイトーアプリ
- KONDO Group
- CirculeXアプリ
- ハラルグルメジャパン
- 三井住友VISA太平洋マスターズ
- ヤマスタ
- フウガドールすみだアプリ
- スロ・パチ遊び放題　777TOWN for Android
- JA全農アプリ
- MUSEUM NOTE
- BOAT RACE江戸川アプリ
- 大阪・光の饗宴
- ヤマスタ

他者連携
- BANKIT
- Choy-Sanアプリ

デジタル地域通貨
- さるぼぼコイン
- アクアコイン
- MINAコイン
- せたがやpay

※HPより転載、公開終了済アプリ含む